# Лыхны
Лы́хны (абх. Лыхны́, груз. ლიხნი); в прошлом известно также под названиями Зупу, Соуксу и Лихни — село в Абхазии, бывшая столица Абхазского княжества (примерно 1462—1780-е), и резиденция князей Чачба-Шервашидзе, ранее находившихся в Сухум-кале. Расположено в 5 км к северо-западу от райцентра Гудаута в равнинной зоне.
Административный центр Лыхненской сельской администрации (абх. Лыхны ақыҭа ахадара), в прошлом — Лыхненского сельсовета.

## Географическое положение
Село (администрация) Лыхны исторически включает 9 посёлков (абх. аҳабла):
- Аджимчигра
- Адзлагара
- Адзлагархук
- Алгыт
- Лыхны Агу (собственно Лыхны)
- Бамбора
- Мзахуа
- Хяцкуара
- Хапшира

На севере Лыхны граничит с селом Дурипш, на востоке — с селом Куланырхуа, на юге — с городом Гудаута, на западе по реке Хыпста с сёлами Звандрипш и Хыпста.

## История

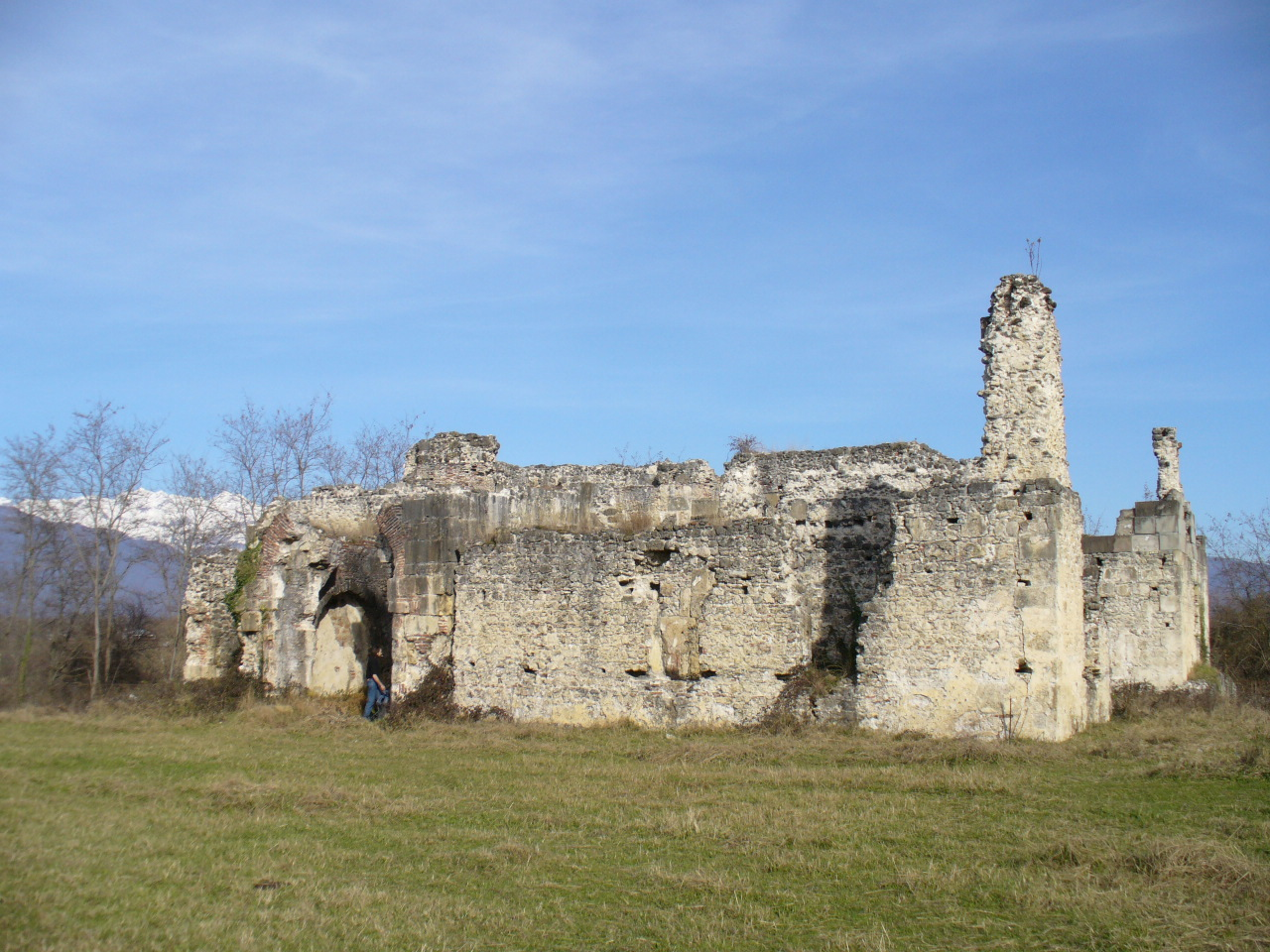
Развалины дворца абхазских князей Шервашидзе−Чачба в Лыхны.

На территории села в 13 веке располагалась генуэзская фактория Каво-Де-Буксо, поскольку там раньше произрастал самшит. 
История Лыхны насчитывает 1500 лет. Оно является историческим центром Бзыбской Абхазии. С 1808 год по 1864 год являлось официальной резиденцией владетельного князя Абхазии и её столицей.
Достопримечательностью Лыхны является комплекс X века (руины), в который входит летний дворец абхазских царей и летняя резиденция владетельных князей Чачба. Разрушен, как отмечает В. Стражев в своём исследовании «Руинная Абхазия», в 1866 году по приказу русских властей после восстания в Лыхнах. Также есть действующий крестово-купольный храм Успения Богородицы X—XI веков с богатой фресковой росписью XIV века. Внутри церкви находится усыпальница князя Сафарбея Чачба-Шервашидзе, при котором Абхазия вошла в состав Российской империи.
На окраине села — развалины христианского храма VI—VII веков. Ежегодно в октябре в селе на расположенной в центре обширной поляне Лыхнашта («Лыхненская поляна») отмечается праздник урожая.
Колхоз имени Молотова
В советское время в селе действовал колхоз имени Молотова Гудаутского района. В этом колхозе трудились Герои Социалистического Труда бригадир Калистрат Константинович Сакания, звеньевые Алексей Хабугович Барзания, Самсон Хабугович Барзания, Кязим Османович Бганба, Теймур Согумович Джарсалия и Арзамет Сабаевич Чантурия.

## Население
По данным переписи 1959 года в селе Лыхны жило 984 человека, в основном абхазы (в Лыхненском сельсовете (с н. п. Мысра) в целом — 5379 человек, также в основном абхазы, а также русские). По данным переписи 1989 года население Лыхненского сельсовета составило 8947 человек, в том числе села Лыхны —  524 человека, в основном абхазы. По данным переписи 2011 года численность населения сельского поселения (сельской администрации) Лыхны (без пгт Мысра) составила 5760 жителей, из них 92,8 % — абхазы (5345 человек), 3,4 % — русские (193 человека), 1,3 % — грузины (72 человека), 1,2 % — армяне (67 человек), 0,2 % — украинцы (12 человек), 0,1 % — греки (8 человек), 1,1 % — другие (63 человека).
По данным переписи населения 1886 года в селении Лыхны проживало православных христиан — 2425 человек, мусульман-суннитов — 1068 человек. По сословному делению в Лыхны имелось 4 князя, 83 дворянина, 9 представителей православного духовенства, 3 представителя «городских» сословий и 3394 крестьянина.
Село Лыхны сильно пострадало от мухаджирства — насильственного выселения абхазского населения в Турцию во второй половине XIX века.
В сталинский период в посёлок Аджимчигра переселяют грузинских крестьян, которые жили здесь вплоть до начала грузино-абхазской войны. Посёлок Бамбора, относящийся также к Лыхненской администрации, с конца XIX века был заселён русскими. В настоящее время численность русского населения Бамборы сильно сократилась.
| Год переписи | Число жителей | Этнический состав                                                             |
| ------------ | ------------- | ----------------------------------------------------------------------------- |
| 1886         | 3493          | абхазы 98,6 %                                                                 |
| 1926         | 3059          | абхазы 95,3 %; русские 3,2 %; грузины 0,8 %                                   |
| 1959         | 5379          | абхазы, грузины в пос. Аджимчигра, русские в пос. Бамбора (нет точных данных) |
| 1989         | 8948          | абхазы, грузины в пос. Аджимчигра 25 %, русские в пос. Бамбора 46 %           |
| 2011         | 5760          | абхазы (92,8 %), русские (3,4 %), грузины (1,3 %), армяне (1,2 %)             |

## Интересные факты
Лыхны — крупнейшее село в Абхазии 

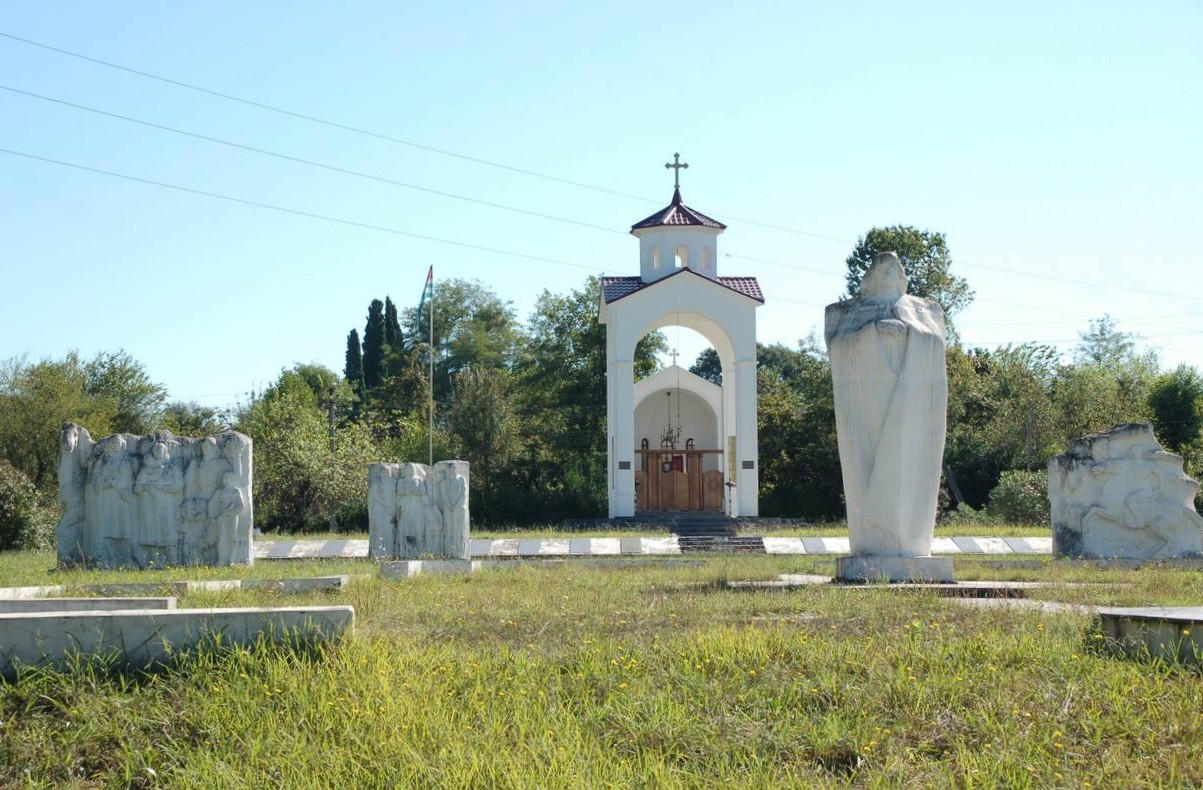
Памятник жертвам грузино-абхазской войны

В селе находится одно из семи главных святилищ Абхазии — Лых-ныха.
В 1989 году поляна Лыхнашта в центре села стала местом общенационального схода абхазского народа.
В центре Лыхны на поляне Лыхнашта установлен памятник уроженцам села — жертвам грузино-абхазской войны 1992—1993 годов с полным списком погибших на фронте лыхненцев. Также возведена часовня в память о казаках-добровольцах из России, участвовавших в грузино-абхазской войне на стороне Абхазии.
В честь села было названо вино.